# Аль-Мутаваккіль аль-Мухсін
Аль-Мутаваккіль аль-Мухсін бін Ахмад (араб. المحسن بن أحمد; помер 29 липня 1878) – зейдитський імам Ємену. Нащадок імама аль-Мутаваккіля аль-Мутаххара бін Ях'я.